# Assault on VA-33
Assault on VA-33 (conocida en Reino Unido como  Assault on Station 33) es una película de acción y thriller de 2021, dirigida por Christopher Ray, escrita por Scott Thomas Reynolds y protagonizada por Sean Patrick Flanery, Michael Jai White y Mark Dacascos, entre otros. El filme fue realizado por DeInstitutionalized, se estrenó el 15 de marzo de 2021.

## Sinopsis
Un hospital de exmilitares es dominado por terroristas, en él está Jason, un veterano galardonado con trastorno de estrés postraumático, está viendo a un psiquiatra ahí. Su hija, esposa, un general del Estado Mayor Conjunto y otros se encuentran en el lugar. Jason deberá ponerlos a salvo.